# Maré

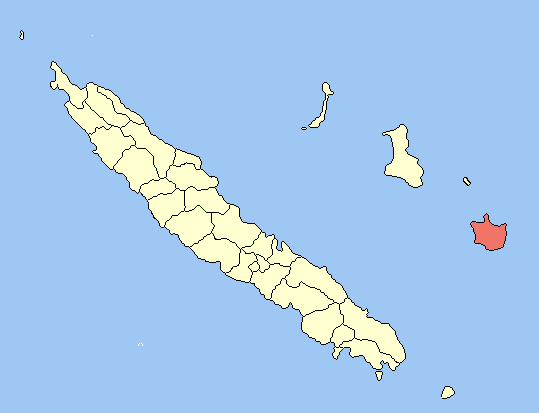
Situació de Maré

Maré és un municipi francès, situat a la col·lectivitat d'ultramar de Nova Caledònia. El 2009 tenia 5.417 habitants. Forma un quadrat de trenta milles de la costa i cobreix una àrea 650 km². L'illa es divideix en vuit districtes tradicionals: Guahma i Tadine a l'oest, Wabao, Medu i Eni al sud-oest, Pénélo al sud-est, La Roche al nord i Tawainedre a l'est. La llengua vernacla és el Nengone, nom també de l'àrea tradicional de Maré.

## Composició ètnica
- Europeus 1,9%
- Canacs 97,2%
- Polinèsics 0,2%
- Altres, 0,7%

## Administració
| Període   | Identitat          | Partit          |
| --------- | ------------------ | --------------- |
| 1961-1967 | Jean Jebez         |                 |
| 1967-1971 | Kéciehni Wagada    |                 |
| 1971-1977 | Samuel Yeiwéné     | UC              |
| 1977-1995 | Jean Marie Gambley | FI, després LKS |
| 1995-2001 | Jules Palaa        | FLNKS-UC        |
| 2001-     | Basile Citré       | LKS             |